# 华光街街道
华光街街道，是中华人民共和国新疆维吾尔自治区乌鲁木齐市水磨沟区下辖的一个街道办事处。
2015年，乌鲁木齐市人民政府批复同意设立华光街街道办事处。

## 行政区划
华光街街道下辖以下地区：
美丰社区、和谐园社区、芙蓉社区、运成社区、斜井东社区、斜井南社区、昆仑东街社区、昆仑东街北社区和苇湖庄西社区。